# Veinticuatro

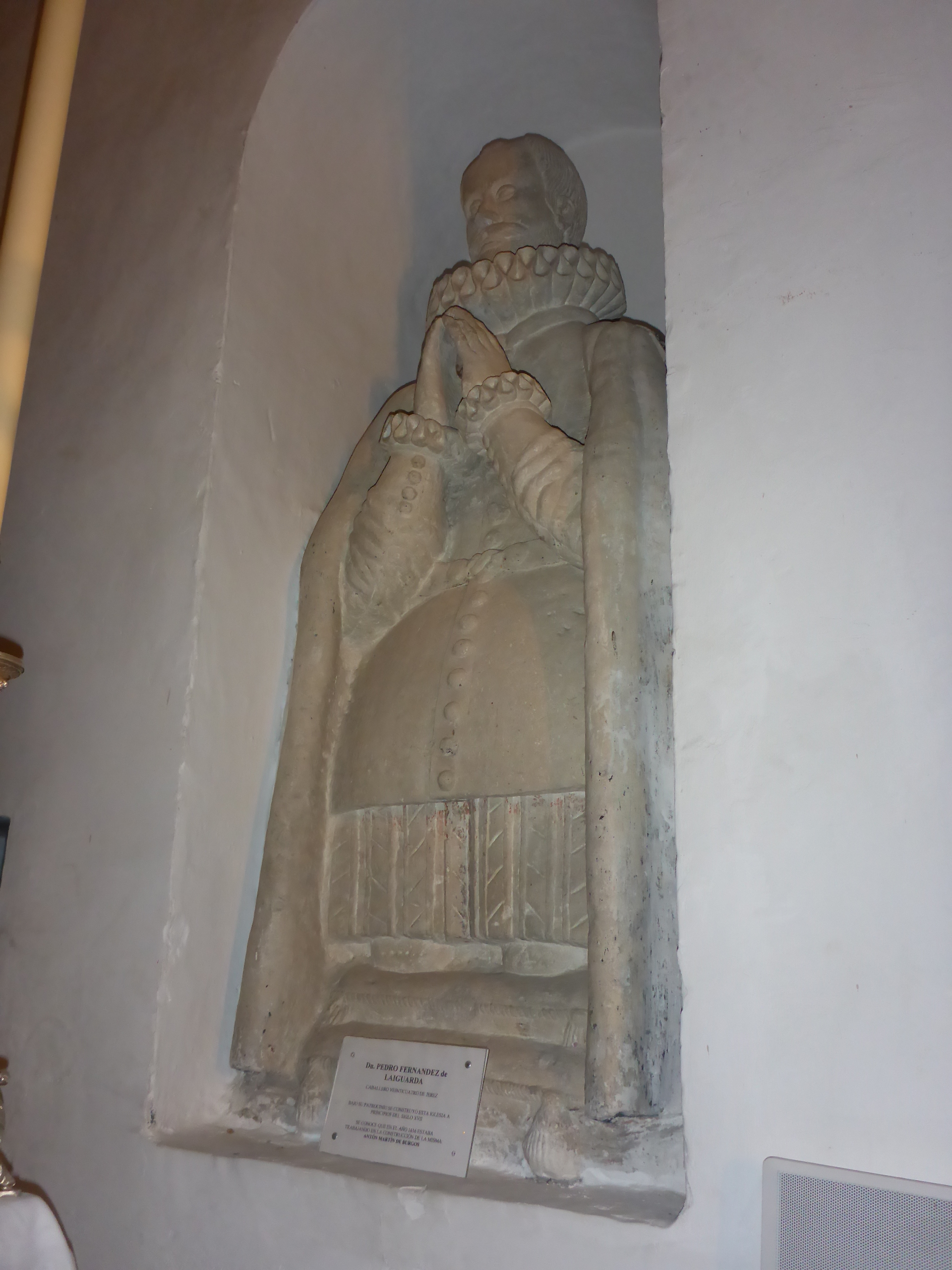
Estàtua orant del cavaller veinticuatro Pedro Fernández de Laiguarda, a Jerez de la Frontera.

Hom coneixia com a veinticuatro o veintiquatro (vint-i-quatre) o caballero veinticuatro (cavaller vint-i-quatre) un càrrec propi de les corporacions municipals d'algunes ciutats d'Andalusia durant l'Antic Règim, com ara a Úbeda,Baeza, Jaén, Còrdova, Sevilla, Jerez de la Frontera i Granada. Es tractava d'un càrrec equivalent al de regidor o conseller i estava associat a la noblesa i posició social de qui l'ostentava. El càrrec o ofici de veinticuatro era anomenat veinticuatría.

## Origen del nom i funcions
Després de la conquesta de la ciutat de Granada el 1492 per part dels cristians, els Reis Catòlics van donar en guarda les portes de la ciutat. La porta de Batrabayon, al costat del riu Darro, va ser encomanada al cavaller Hernando del Pulgar, i les restants a:
“24 cavallers capitans que van quedar en guarda de la ciutat i per regidors seus.”
d'on es va prendre anomenar Vint-i-quatres els seus regidors.
Les funcions dels vint-i-quatre incloïen decidir i recaptar impostos locals, regular i inspeccionar els mercats, el transport marítim, alleujar la pobresa i inspeccionar les presons.